# Solmissus marshalli
Solmissus marshalli är en nässeldjursart som beskrevs av Agassiz och Mayer 1902. Solmissus marshalli ingår i släktet Solmissus och familjen Cuninidae. Inga underarter finns listade i Catalogue of Life.